# Lijst van rijksmonumenten in Buurmalsen
De plaats Buurmalsen telt 8 inschrijvingen in het rijksmonumentenregister. Hieronder een overzicht.
| Object                              | Oorspronkelijke functie? | Bouwjaar               | Architect | Locatie               | Coördinaten?                  | Nr.?   | Afbeelding                          |
| ----------------------------------- | ------------------------ | ---------------------- | --------- | --------------------- | ----------------------------- | ------ | ----------------------------------- |
| Hervormde Kerk                      | Kerk en kerkonderdeel    | eerste helft 15e eeuw  |           | Rijksstraatweg 11     | 51° 53' 24" NB, 5° 17' 40" OL | 16492  | Meer afbeeldingen                   |
| Toren der Hervormde Kerk            | Kerk en kerkonderdeel    | 15e eeuw               |           | Rijksstraatweg bij 11 | 51° 53' 24" NB, 5° 17' 40" OL | 16493  | Meer afbeeldingen                   |
| Malsenburg: Boerderij               | Boerderij                | laatste kwart 19e eeuw |           | Rijksstraatweg 29     | 51° 53' 36" NB, 5° 17' 37" OL | 523714 | Meer afbeeldingen                   |
| Malsenburg: vloedschuur             | Boerderij                | laatste kwart 19e eeuw |           | Rijksstraatweg bij 29 | 51° 53' 36" NB, 5° 17' 37" OL | 523715 | Meer afbeeldingen                   |
| Malsenburg: wagenschuur             | Boerderij                | laatste kwart 19e eeuw |           | Rijksstraatweg bij 29 | 51° 53' 36" NB, 5° 17' 37" OL | 523716 | Meer afbeeldingen                   |
| Molenhof                            | Woonhuis                 | 1929-1930              |           | Lingedijk 1           | 51° 53' 9" NB, 5° 17' 17" OL  | 523745 | Meer afbeeldingen                   |
| Verkeersbrug over de river de Linge | Brug                     | 1935-1941              |           | Rijksstraatweg bij 1  | 51° 53' 5" NB, 5° 17' 20" OL  | 523746 | Verkeersbrug over de river de Linge |
| Boerderij met tuinhek               | Boerderij                | laatste kwart 19e eeuw |           | Rijksstraatweg 27     | 51° 53' 35" NB, 5° 17' 40" OL | 523747 | Boerderij met tuinhek               |